# David Bergelson
David (o Dovid) Bergelson (דוד בערגעלסאָן) (12 de agosto de 1884-12 de agosto de 1952) fue un escritor en lengua yidis. Nacido en Ucrania, vivió durante un tiempo en Berlín, Alemania. Volvió a la Unión Soviética cuando Adolf Hitler llegó al poder en Alemania. Fue ejecutado durante una campaña antisemita contra los «cosmopolitas sin raíces».

## Biografía
Nacido en el shtetl ucraniano de Okhrimovo (también conocido como Okhrimovka), se dio a conocer como escritor en los inicios de la fallida Revolución rusa de 1905. De origen jasídico, pero habiendo recibido tanto educación religiosa como secular, mucho de su escritura recuerda a Antón Chéjov: historias de «jóvenes muy secularizados y frustrados (…), intelectuales inútiles (…)»,[1] frustrados por la vida provinciana propia del shtetl. Aunque en un inicio escribía en hebreo y ruso, solo alcanzó el éxito cuando  cambió a su yidis nativo; su primer libro de éxito fue Arum Vokzal (En el depósito) una novela corta, publicada a su costa en 1909 en Varsovia.
En 1917, fundó la vanguardista Jidishe Kultur Lige (Liga Cultural Yidis) en Kiev. En la primavera de 1921 se trasladó a Berlín, donde fijaría su residencia durante los años de la República de Weimar, a pesar de que viajó ampliamente por Europa y de que visitó los Estados Unidos en 1929-30, donde estuvo en ciudades como Filadelfia, Chicago o Nueva York (documentado por enlace de vídeo.). De acuerdo con J. Hoberman, era «el más conocido (y sin duda el mejor pagado) de los escritores rusos en yidis de la década de 1920». Hasta mediados de esa década, escribió para el periódico en yidis The Forward, cuya sede se encontraba en Nueva York.
Su ensayo de 1926 «Tres Centros», expresaba la creencia de que la Unión Soviética (donde la lengua y la literatura yidis recibían entonces apoyo oficial) había superado al asimilacionismo de los Estados Unidos y a la retrasada Polonia como el futuro gran locus de la literatura yidis. Comenzó a escribir para la prensa comunista yidis de Nueva York (Morgen Freiheit) y de Moscú (Eme), y se trasladó a la Unión Soviética en 1933, aproximadamente en la época en que los nazis llegaron al poder en Alemania.
Quedó gratamente impresionado con el Óblast Autónomo Hebreo de Birobidzhán, y participó en el Comité Judío Antifascista durante la II Guerra Mundial. Sin embargo, como muchos otros escritores judíos, se convirtió en un objetivo de la campaña antisemita contra los «cosmopolitas sin raíces». Detenido en enero de 1949, fue juzgado en secreto y ejecutado por un pelotón de fusilamiento en los hechos conocidos como la Noche de los Poetas Asesinados durante el 12 y 13 de agosto de 1952. Después de la muerte de Stalin, fue rehabilitado a título póstumo en 1955 y en 1961 se publicaron sus obras completas en la Unión Soviética.
El único hijo de Bergelson, Lev, fue un eminente bioquímico soviético que también luchó como capitán del Ejército Soviético durante la II Guerra Mundial. El profesor Lev Bergelson emigró a Israel en 1991 con su esposa Noemí, donde murieron en 2014.

## Obras
La siguiente es una lista parcial de las obras de Bergelson.
- Arum Vokzal (At the Depot, novela corta, 1909). «Alrededor de la estación», ed. Círculo d´Escritores, Madrid, 2014.
- Departing (novela corta, también conocida como Descent as listed below, 1913).
- Nokh Alemen; título traducido indistintamente como When All Is Said and Done (título en inglés de 1977) Al final de todo (título en español), Xordica editorial, Zaragoza, 2015.
- Divine Justice (novela, 1925).
- Three Centers (ensayo, 1926).
- Storm Days (narraciones breves, 1928).
- Baym Dnieper (At the Dnieper, novela, 1932).
- Materialn (memorias, 1934).[3]
- The Jewish Autonomous Region (panfleto publicado por la Editorial de Lenguas Extranjeras, Moscú).
- Naye Dertseylungen (New Stories, historias bélicas, 1947).